# Col de Kunzum

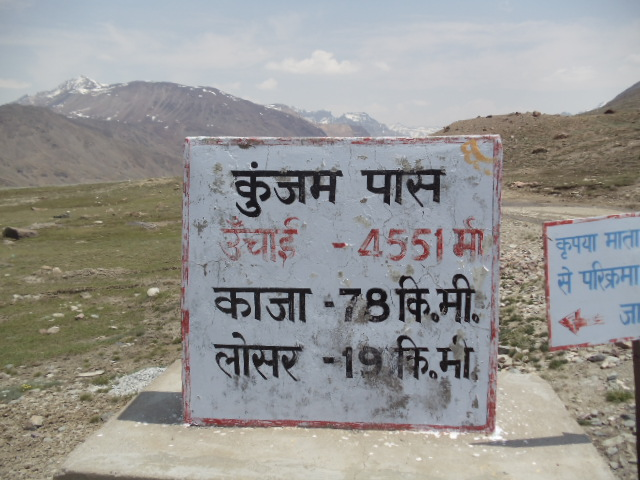
Borne du Col de Kunzum

Le col de Kunzum, en anglais Kunzum Pass et en tibétain Kunzum La, est un important col de montagne de l'Himalaya, situé à 4 590 m d'altitude dans l'Himachal Pradesh, un État du Nord-Ouest de l’Inde.

## Géographie
Le col de montagne Kunzum La se situe à l’est du massif Kunzum dans l’Himalaya, à 122 km de Manali. Il connecte les vallées du district de Lahaul et Spiti, dans le Zanskar. C'est un important lieu de passage situé sur l'axe routier au départ de Leh, la capitale du Ladakh, jusqu'à Manali de l'État de l'Himachal Pradesh.
L'Inde a entrepris et continue la construction de nombreuses autoroutes nationales qui permettront aux six États himalayens du pays d'être relié au reste de la nation en stoppant l'isolement des États ou régions (Arunachal Pradesh, Ladakh, Lahaul et Spiti).

## Tourisme
Le col, situé sur la route de Kaza, ouvre la seule route automobile reliant la vallée de Lahaul du côté ouest du col à la vallée de Spiti sur le côté est. Son sommet offre des vues spectaculaires sur le glacier Bara-Sigri, le deuxième plus long glacier du monde[réf. nécessaire]. Le mont Chandra-Bhaga et la vallée de Spiti y sont également visibles.
C'est le point de départ des chemins de trekking vers le Chandra Taal (ou Chandra Tal, littéralement « lac de la Lune »), situé près de la rivière Chenab (Chandrabhaga) dans la vallée de Spiti. La couleur de l'eau de ce lac sacré ne cesse de changer, passant du rouge au orange au bleu au vert émeraude à la fin du jour.
Le trekking, dans cette région, implique de camper et de marcher à une altitude raisonnablement élevée, et de traverser quelques rivières glaciaires, issues du lac émeraude Suraj Tal (en), surnommé le « lac du Soleil ». C'est là que la rivière Bhaga, son affluent principal, prend sa source, ainsi que la rivière Chandra.
Les options sont les suivantes :
1. Manali (2 000 m) - Batal (3 907 m) en voiture
2. Batal (3 907 m) - Randonnée Chandrataal (4 300 m)
3. Chandrataal (4 300 m) - Randonnée Tokpo Gongma (4 320 m)
4. Tokpo Gongma (4 320 m) - Randonnée de Tokpo Yongma (4 640 m)
5. Tokpo Yongma (4 640 m) - Baralacha La (4 900 m) - Manali

## Dans la culture
Au sommet du Kunzum La se dresse un temple dédié à la déesse Durga. La légende raconte que le lac Chandra Taal se trouve à proximité de l'endroit où le char du dieu Indra a ramassé Yudhishthira, l'aîné des frères Pandava au Mahabharata. Ce fait rend le lac sacré ; il est donc fréquenté par de nombreux fidèles hindous.

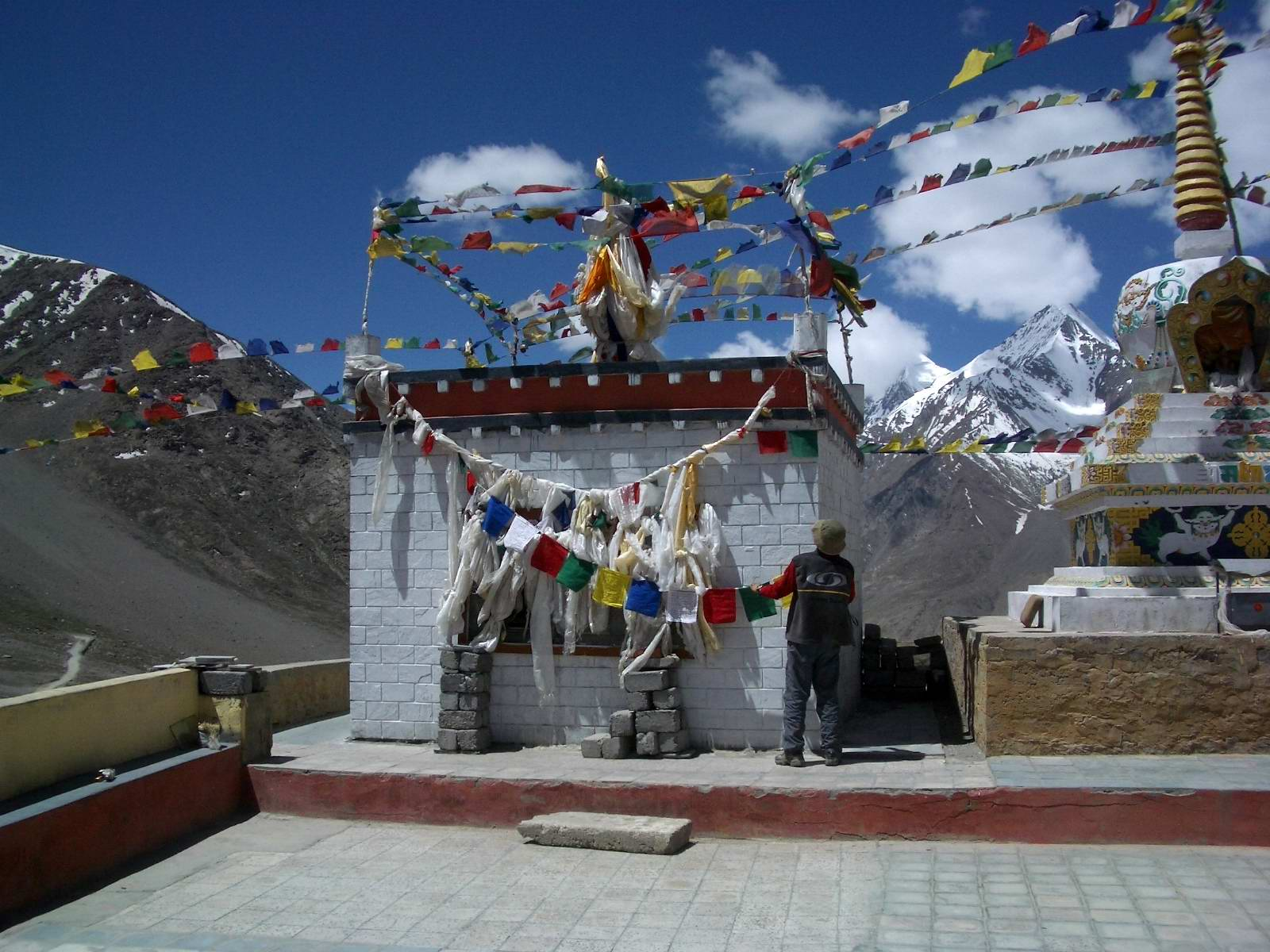
Temple de Kunzum

Par ailleurs certaines sections de la route peuvent être extrêmement dangereuses en raison des fréquentes plaques de glace, aussi avant d'entreprendre de périlleux voyages, les conducteurs, les voyageurs et les pèlerins, de passage se recueillent au temple Kunzum, érigé au col.